# Анисимов, Виктор Дмитриевич
Ви́ктор Дми́триевич Ани́симов (1925—1999) — гвардии красноармеец, Герой Советского Союза (1944).

## Биография
Родился 6 февраля 1925 года в деревне Кузнецы Судогодского уезда Владимирской губернии в семье крестьянина. Окончил школу фабрично-заводского обучения во Владимире, после чего работал слесарем на нефтеперегонном заводе в Краснокамске Пермской области. В рядах вооружённых сил Анисимов с января 1943 года, с того же года — на фронтах Великой Отечественной войны.
Служил в артиллерии, в 1944 году был наводчиком орудия 247-го гвардейского артиллерийского полка 110-й гвардейской стрелковой дивизии 37-й армии Степного фронта. Отличился в ходе боевых действий по захвату, обороне и расширению плацдарма на правом берегу Днепра в районе Кременчуга. С 1 по 17 октября 1943 года из своего орудия уничтожил четыре танка, одно немецкое орудие, два миномёта, три пулемёта, большое количество гитлеровских солдат.
Указом Президиума Верховного Совета СССР «О присвоении звания Героя Советского Союза офицерскому, сержантскому и рядовому составу Красной Армии» от 22 февраля 1944 года за «образцовое выполнение боевых заданий командования при форсировании реки Днепр, развитие боевых успехов на правом берегу реки и проявленные при этом отвагу и геройство» был удостоен высокого звания Героя Советского Союза с вручением ордена Ленина и медали «Золотая звезда» за номером 2493.
После окончания Великой Отечественной войны продолжил службу в рядах вооружённых сил, окончил Рязанское артиллерийское училище. В 1954 году уволился в запас в звании капитана, после чего проживал и работал в городе Горький (впоследствии — Нижнем Новгороде), где и скончался 15 августа 1999 года.
Был похоронен на нижегородском кладбище «Марьина Роща».

## Награды
Помимо ордена Ленина и медали «Золотая Звезда», также был награждён орденом Отечественной войны 1-й степени, медалью «За отвагу», а также рядом других медалей.

## Память
- Мемориальная доска в память об Анисимове установлена Российским военно-историческим обществом на здании Березниковской школы Собинского района, где он учился.